# 乌金塘水库
乌金塘水库 ，位于中华人民共和国辽宁省葫芦岛市南票区，是女儿河干流上的一座大型水库。水库于1970年2月动工兴建，1973年6月主体工程竣工。总库容2.91亿立方米，兴利库容0.9158亿立方米。主坝位于黄土坎乡乌金塘村以西，为黏土心墙砂壳坝，最大坝高33米，坝长288米，坝顶宽4.5米，坝址以上集水面积940平方千米。水库电站装有4台320千瓦卧式水轮发电机，设计年发电量350万千瓦时。乌金塘水库重点防洪保护下游锦州市区的安全，并承担向葫芦岛市供水的任务。